# Pseudomyrmex subtilissimus
Pseudomyrmex subtilissimus é uma espécie de formiga do género Pseudomyrmex, subfamilia Pseudomyrmecinae. Esta espécie foi descrita cientificamente por Emery em 1890.

## Distribuição
Encontra-se em Colômbia, Costa Rica, México e Nicarágua.